# کیم هیون-جئونگ (خواننده)
کیم هیون-جئونگ (به انگلیسی: Kim Hyun-jung)(زاده ۴ آوریل ۱۹۷۶) خواننده کره‌ای است.